# Tap (singolo)
Tap è un singolo del rapper canadese Nav pubblicato il 7 maggio 2019.

## Video musicale
Il video musicale, della durata di 2:54, è stato pubblicato sul canale VEVO di Nav.

## Tracce
1. Tap – 2:28